# Филдинг, Рокки
Рокки Филдинг (англ. Rocky Fielding; род. 5 августа 1987; Ливерпуль, Мерсисайд, Англия, Великобритания) — британский боксёр-профессионал, выступающий во второй средней (до 76,2 кг) весовой категории. Среди профессионалов чемпион мира по версии WBA (2018) во втором среднем весе.

## Любительская карьера
Начал заниматься боксом в 12 лет нету информации о его любительской карьеры

## Профессиональная карьера
Дебютировал на профессиональном ринге 25 сентября 2010 года, одержав победу над соотечественником Джеймсом Такером (3-28-3).

### Чемпионский бой с Тайроном Цойге
14 июля 2018 года Филдинг вышел на бой с небитым 26-летним немецким боксёром Тайроном Цойге (22-0-1), которого Филдинг победил техническим нокаутом в 5-м раунде и завоевал титул чемпиона мира по версии WBA во 2-м среднем весе.

### Бой с Саулем Альваресом
15 декабря 2018 состоялся бой Филдинга с чемпионом мира в нескольких весовых категориях с 28-летним мексиканцем Саулем Альваресом (50-1-2). Филдинг уступил техническим нокаутом в третьем раунде.

## Статистика профессиональных боёв
В таблице перечислены результаты всех поединков боксёров.
В каждой строке указан результат поединка. Дополнительно номер поединка обозначен цветом, который обозначает итог поединка. Расшифровка обозначений и цветов представлена в нижеследующей таблице.
| Пример | Расшифровка                     |
| ------ | ------------------------------- |
|        | Победа                          |
|        | Ничья                           |
|        | Поражение                       |
|        | Планируемый поединок            |
|        | Поединок признан несостоявшимся |
| КО     | Нокаут                          |
| ТКО    | Технический нокаут              |
| PTS    | Решение судей (по очкам)        |
| UD     | Единогласное решение судей      |
| MD     | Решение большинства судей       |
| SD     | Раздельное решение судей        |
| RTD    | Отказ от продолжения боя        |
| DQ     | Дисквалификация                 |
| NC     | Поединок признан несостоявшимся |

| 33 поединка, 30 побед (18 нокаутом), 3 поражения. | 33 поединка, 30 побед (18 нокаутом), 3 поражения. | 33 поединка, 30 побед (18 нокаутом), 3 поражения. | 33 поединка, 30 побед (18 нокаутом), 3 поражения. | 33 поединка, 30 побед (18 нокаутом), 3 поражения.         | 33 поединка, 30 побед (18 нокаутом), 3 поражения. | 33 поединка, 30 побед (18 нокаутом), 3 поражения. |
| Бой                                               | Рекорд                                            | Дата                                              | Соперник                                          | Место боя                                                 | Результат                                         | Данные о бое |
| ------------------------------------------------- | ------------------------------------------------- | ------------------------------------------------- | ------------------------------------------------- | --------------------------------------------------------- | ------------------------------------------------- | --- |
| 33                                                | 30–3                                              | 17 декабря 2022                                   | Дэн Азиз (17-0)                                   | Bournemouth International Centre, Борнмут, Великобритания | TKO 8 (12), 2:05                                  | Бой за титул чемпиона по версии Британского боксерского совета (BBBofC) (4-я защита Азиса) и вакантный титул Боксерского совета Содружества (CBC) в полутяжелом весе. |
| 32                                                | 30–2                                              | 22 апреля 2022                                    | Тимо Лайне (30-17)                                | Эхо Арена, Ливерпуль, Мерсисайд, Великобритания           | TKO 3 (8), 1:34                                   | |
| 31                                                | 29–2                                              | 26 ноября 2021                                    | Эммануэль Дансо (32-6)                            | Motospace Dubai Investment Park, Дубай, ОАЭ               | RTD 2 (10),3:00                                   | |
| 30                                                | 28–2                                              | 15 ноября 2019                                    | Абдалла Пазивапази (26-6-1)                       | Liverpool Olympia, Ливерпуль, Великобритания              | KO 2 (10), 2:58                                   | |
| 29                                                | 27–2                                              | 15 декабря 2018                                   | Сауль Альварес (50-1-2)                           | Мэдисон-сквер-гарден, Нью-Йорк, США                       | TKO 3 (12), 2:38                                  | Утратил титул чемпиона мира по версии WBA (1-я защита Филдинга) во 2-м среднем весе.                                                                                  |
| 28                                                | 27–1                                              | 14 июля 2018                                      | Тайрон Цойге (22-0-1)                             | Баден-Вюртемберг, Оффенбург, Германия                     | TKO 5 (12), 2:30                                  | Завоевал титул чемпиона мира по версии WBA (4-я защита Цойге) во 2-м среднем весе.                                                                                    |
| 27                                                | 26–1                                              | 3 марта 2018                                      | Карел Хорейсек (11-7-3)                           | Шеффилд Арена, Шеффилд, Йоркшир, Великобритания           | PTS 8                                             | Счёт судьи: 79-74. |
| 26                                                | 25–1                                              | 30 сентября 2017                                  | Дэвид Брофи (19-1-1)                              | Эхо Арена, Ливерпуль, Мерсисайд, Великобритания           | TKO 1 (12), 2:18                                  | Завоевал титул чемпиона Британского Содружества наций и защитил титул чемпиона Великобритании по версии BBBofC (1-я защита Филдинга) во 2-м среднем весе.             |
| 25                                                | 24–1                                              | 22 апреля 2017                                    | Джон Райдер (24-3)                                | Эхо Арена, Ливерпуль, Мерсисайд, Великобритания           | SD 12                                             | Завоевал вакантный титул чемпиона Великобритании по версии BBBofC во 2-м среднем весе. Счёт судей: 114-115, 116-113, 115-114.                                         |
| 24                                                | 23–1                                              | 15 октября 2016                                   | Стивен Зеллер (33-12)                             | Эхо Арена, Ливерпуль, Мерсисайд, Великобритания           | TKO 2 (8), 0:44                                   | |
| 23                                                | 22–1                                              | 2 апреля 2016                                     | Кристофер Ребрассе (24-4-3)                       | Эхо Арена, Ливерпуль, Мерсисайд, Великобритания           | TKO 2 (8), 0:44                                   | Выиграл вакантный титул WBC International во 2-м среднем весе. |
| 22                                                | 21–1                                              | 7 ноября 2015                                     | Каллум Смит (17-0)                                | Эхо Арена, Ливерпуль, Мерсисайд, Великобритания           | TKO 1 (12), 2:45                                  | Бой за вакантный титул чемпиона Великобритании по версии BBBofC и титул чемпиона по версии WBC Silver (1-я защита Смита) во 2-м среднем весе.                         |
| 21                                                | 21–0                                              | 26 июня 2015                                      | Брайан Вера (23-9)                                | Эхо Арена, Ливерпуль, Мерсисайд, Великобритания           | TKO 2 (12), 1:39                                  | Выиграл вакантный титул WBC International во 2-м среднем весе. |
| 20                                                | 20–0                                              | 7 марта 2015                                      | Олег Федотов (19-18)                              | Hull Arena, Кингстон-апон-Халл, Великобритания            | PTS 8                                             | |
| Бой                                               | Рекорд                                            | Дата                                              | Соперник                                          | Место боя                                                 | Результат                                         | Данные о бое |